# Placenta accreta
La placenta accreta (conosciuta anche con il nome di placenta aderente) è un difetto di aderenza della placenta, che può provocare un'emorragia alla donna dopo il parto.
In questa condizione si verifica un'aderenza anormale della placenta al miometrio (lo strato muscolare della parete uterina).
Classicamente sono definiti tre gradi di attaccamento placentare anomalo: la definizione tiene conto della profondità dell'aderenza e dell'invasione degli strati muscolari dell'utero. In tutti i gradi di aderenza anomala la placenta risulta abnormemente aderente all'utero, quindi non si può staccare o si stacca solo in parte. Questo mancato distacco impedisce la costituzione del globo di sicurezza e determina un'emorragia anche di notevole entità.

## Epidemiologia
L'incidenza riportata di placenta accreta è aumentata da un tasso di circa 0,8/1000 parti (negli anni '80) a un tasso di 3/1000 parti (negli ultimi dieci anni).
L'incidenza è aumentata con l'aumento di incidenza del parto cesareo (passato da tassi di 1/4027 gravidanze negli anni '70, a 1/2 510 negli anni '80 e infine 1/533 gravidanze nel periodo 1982-2002. Nel 2002, l'American College of Obstetricians and Gynecologists (ACOG) ha stimato che l'incidenza della malattia è aumentata di 10 volte negli ultimi 50 anni. Il rischio di placenta accreta nei parti successivi ad un taglio cesareo è stato calcolato intorno allo 0,4-0,8%.
Per i pazienti con placenta previa, il rischio aumenta in base al numero di precedenti tagli cesarei, con tassi del 3%, 11%, 40%, 61% e 67% per il primo, secondo, terzo, quarto e quinto (o maggiore) numero di tagli cesarei.

## Classificazione
- Placenta accreta: i villi coriali si attaccano al miometrio, piuttosto che essere semplicemente ristretti all'interno della decidua basale.
- Placenta increta: i villi coriali invadono il miometrio
- Placenta percreta: i villi coriali invadono il perimetrio (la sierosa uterina)

A causa dell'attaccamento anormale al miometrio, la placenta accreta è associata ad un aumentato rischio di sanguinamento intenso al momento del parto per via vaginale. La necessità di trasfusioni di emazie concentrate e altri emoderivati è frequente; talvolta si rende necessaria la rimozione chirurgica dell'utero (isterectomia) o l'embolizzazione delle arterie uterine per controllare un sanguinamento potenzialmente letale.

## Fattori di rischio
Un importante fattore di rischio per placenta accreta è la condizione nota come placenta previa in presenza di una cicatrice uterina. La placenta previa è un fattore di rischio indipendente per lo sviluppo di placenta accreta. Ulteriori fattori di rischio noti includono l'età materna, la multiparità (ovvero l'aver già partorito più volte), un pregresso intervento chirurgico all'utero, un pregresso intervento di raschiamento uterino, precedenti cicli di radioterapia all'utero, una precedente procedura di ablazione endometriale, la sindrome di Asherman, leiomiomi uterini, malformazione uterina, disturbi ipertensivi della gravidanza, e il fumo di sigaretta.
La possibilità di sviluppare questa condizione è aumentata dalla presenza di tessuto cicatriziale uterino, dovuta a qualsiasi causa (quindi sindrome di Asherman, ma anche qualsiasi precedente intervento chirurgico sull'utero, in particolare una pregressa operazione di revisione della cavità uterina, la quale viene eseguita in una donna con molte indicazioni, incluso l'aborto spontaneo, l'interruzione di gravidanza, e il controllo di un'emorragia postpartum), miomectomia, o taglio cesareo. Una decidua sottile può essere uno dei fattori che contribuiscono a tale invasione trofoblastica. Alcuni studi suggeriscono che il tasso di incidenza è più alto quando il feto è di sesso femminile. Altri fattori di rischio includono placenta bassa, placenta anteriore, difetti uterini congeniti o acquisiti (come i setti uterini), leiomioma, impianto ectopico di placenta (compresa la gravidanza cornuale).
Le donne in gravidanza con più di 35 anni di età, che hanno avuto un precedente taglio cesareo e si presentano con una placenta previa sovrastante la cicatrice uterina, hanno una probabilità del 40% di sviluppare una placenta accreta.

## Patogenesi
La placenta si attacca in modo anormale, estremamente saldo e profondo alla parete uterina. Si registra un'assenza della decidua basale e sviluppo incompleto dello strato di Nitabuch.  Esistono tre forme di placenta accreta, distinguibili in base alla profondità di penetrazione.
| Tipo              | Percentuale | Descrizione |
| ----------------- | ----------- | --- |
| Placenta accreta  | 75–78%      | La placenta aderisce fortemente al miometrio, ma non penetra in esso. Questa forma della condizione è riscontrabile nei ¾ di tutti i casi. |
| Placenta increta  | 17%         | Si verifica quando la placenta penetra nel miometrio. |
| Placenta percreta | 5–7%        | La condizione a rischio più elevato, si verifica quando la placenta penetra l'intero miometrio fino alla sierosa uterina (invadendo così l'intera parete uterina). In questa variante la placenta può aderire ad altri organi come il retto o la vescica urinaria. |

## Diagnosi
La diagnosi prenatale di placenta accreta può essere effettuata ricorrendo all'ecografia ostetrica, in genere nel secondo o terzo trimestre.
I risultati ecografici che possono essere indicativi di placenta accreta includono:
1. Perdita della normale zona retroplacentare ipoecogena
2. Molteplici lacune vascolari (spazi vascolari irregolari) all'interno della placenta, che le conferiscono un aspetto di "formaggio svizzero"
3. Vasi sanguigni o tessuto placentare che mettono in comunicazione il margine placentare uterino, l'interfaccia miometrio-vescica o che attraversano la sierosa uterina
4. Spessore del miometrio retroplacentare < 1 mm
5. Numerosi vasi coerenti con la condizione, visualizzabili in 3 dimensioni con tecnica doppler, in vista basale

Sfortunatamente la diagnosi non è facile e risente molto dell'esperienza dell'esaminatore.
Nei casi dubbi è possibile ricorrere alla tecnica della risonanza magnetica nucleare (RMN) pelvica, che per questo disturbo presenta una sensibilità e specificità molto buone.
Sebbene siano stati riportati casi clinici isolati di placenta accreta diagnosticata anche nel primo trimestre di gravidanza o in donne con età gestazionale < di 20 settimane, al momento dell'aborto, il valore predittivo dell'ecografia eseguita nel primo trimestre per questa condizione rimane sconosciuto. Le donne con placenta previa o " placenta bassa" che si sovrappongono ad una cicatrice uterina all'inizio della gravidanza dovrebbero essere sottoposte ad un follow-up di diagnostica per immagini nel terzo trimestre di gravidanza, con una particolare attenzione alla potenziale presenza di placenta accreta.

## Complicanze
- Lesione di alcuni organi (ad esempio intestino, vescica, ureteri) e strutture neurovascolari localizzate nel retroperitoneo e nelle zone laterali della pelvi, a causa dell'impianto placentare e della sua successiva rimozione;
- Sanguinamento postoperatorio che richiede un nuovo intervento chirurgico;
- Embolia amniotica;
- Complicanze iatrogene (ad esempio coagulopatia da diluizione, coagulopatia da consumo, reazioni trasfusionali acute, danno polmonare associata a trasfusione, sindrome da distress respiratorio acuto, e alterazioni elettrolitiche) causate dalla trasfusione di grandi volumi di derivati del sangue, cristalloidi, e altri espansori del volume plasmatico;
- Tromboembolia post-operatoria, infezione, insufficienza d'organo multisistemica e morte materna.

L'esatta incidenza della mortalità materna correlata alla placenta accreta e alle sue complicanze è sconosciuta, ma è certamente significativa, specialmente se è coinvolta la vescica.

## Trattamento
Il trattamento, se la placenta accreta viene diagnosticata prima della nascita, può essere eseguito tramite taglio cesareo e isterectomia addominale. L'ossitocina e gli antibiotici sono usati per la gestione post-chirurgica.
Quando c'è una placenta parzialmente separata associata a una placenta accreta focale, l'opzione migliore è la rimozione della placenta. Se è importante salvare l'utero della donna (per possibili future gravidanze), allora la resezione intorno alla placenta può avere successo. Il trattamento conservativo mira a risparmiare l'utero: questa opzione tuttavia è possibile solo in assenza di emorragia acuta e può non avere lo stesso tasso di successo, oltre a presentare un rischio maggiore di complicanze.
Le diverse tecniche includono:
- Il lasciare la placenta nell'utero ed eseguire un curettage dell'utero. Il metotrexato può essere utilizzato ad alte dosi per facilitare il riassorbimento della placenta.[20]
- Eseguire una cateterizzazione intrauterina con palloncino, mirando a comprimere i vasi sanguigni
- Embolizzazione dei vasi pelvici
- Legatura dell'arteria iliaca interna
- Legatura bilaterale dell'arteria uterina

Nei casi in cui vi è invasione di tessuto placentare e dei vasi sanguigni nella vescica, la condizione è trattata in modo simile alla gravidanza addominale, avendo cura di evitare la rimozione manuale della placenta. Tuttavia in questo caso può essere eventualmente richiesta l'isterectomia e/o la cistectomia parziale.
Se la paziente decide di proseguire la gravidanza fino al parto vaginale, è necessario preparare quantità adeguate di eritrociti concentrati ed emoderivati per eseguire le trasfusioni, allertando l'anestesista e l'unità di terapia intensiva.